# 喉頭鏡

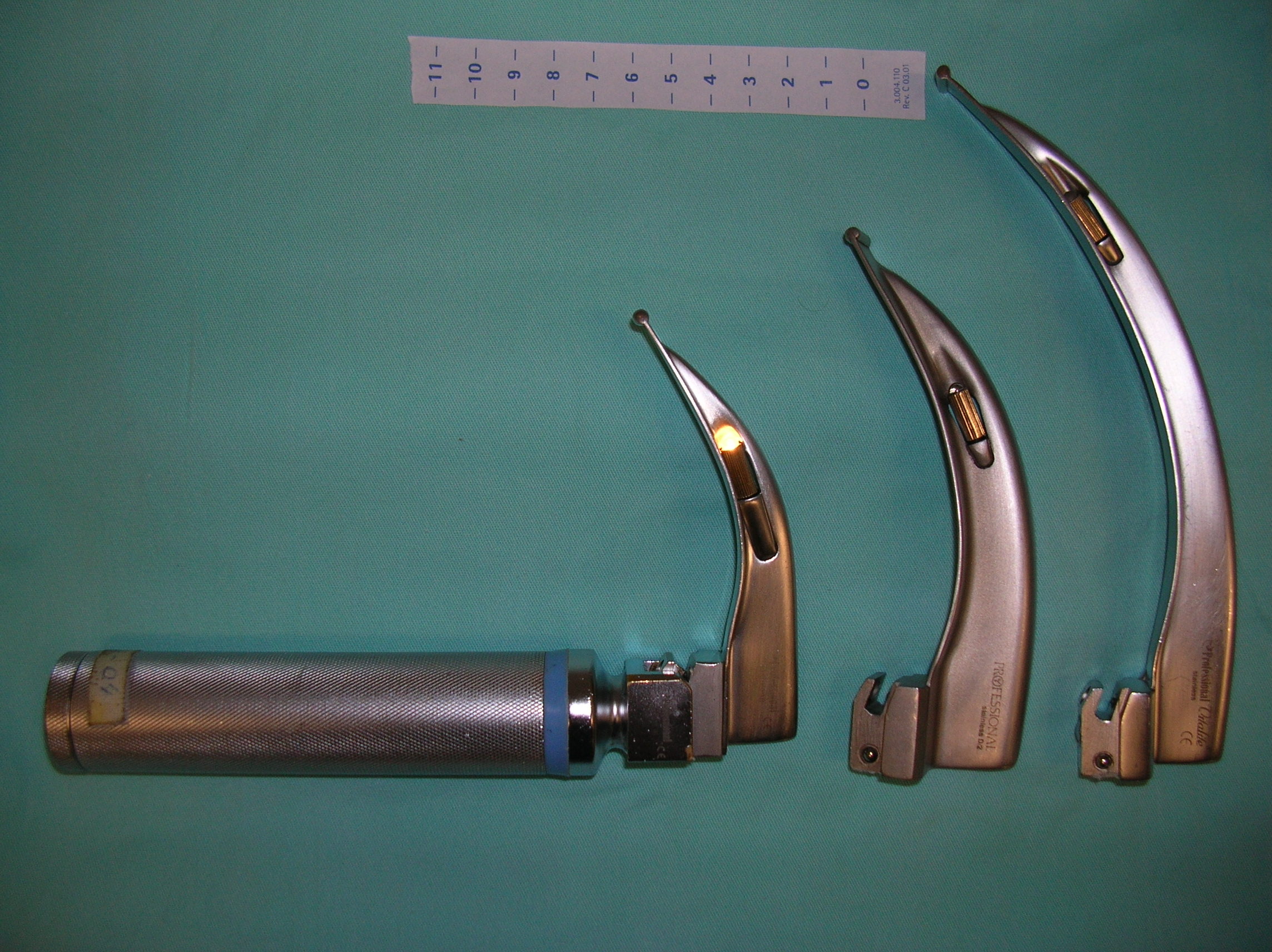
Macintosh型の喉頭鏡

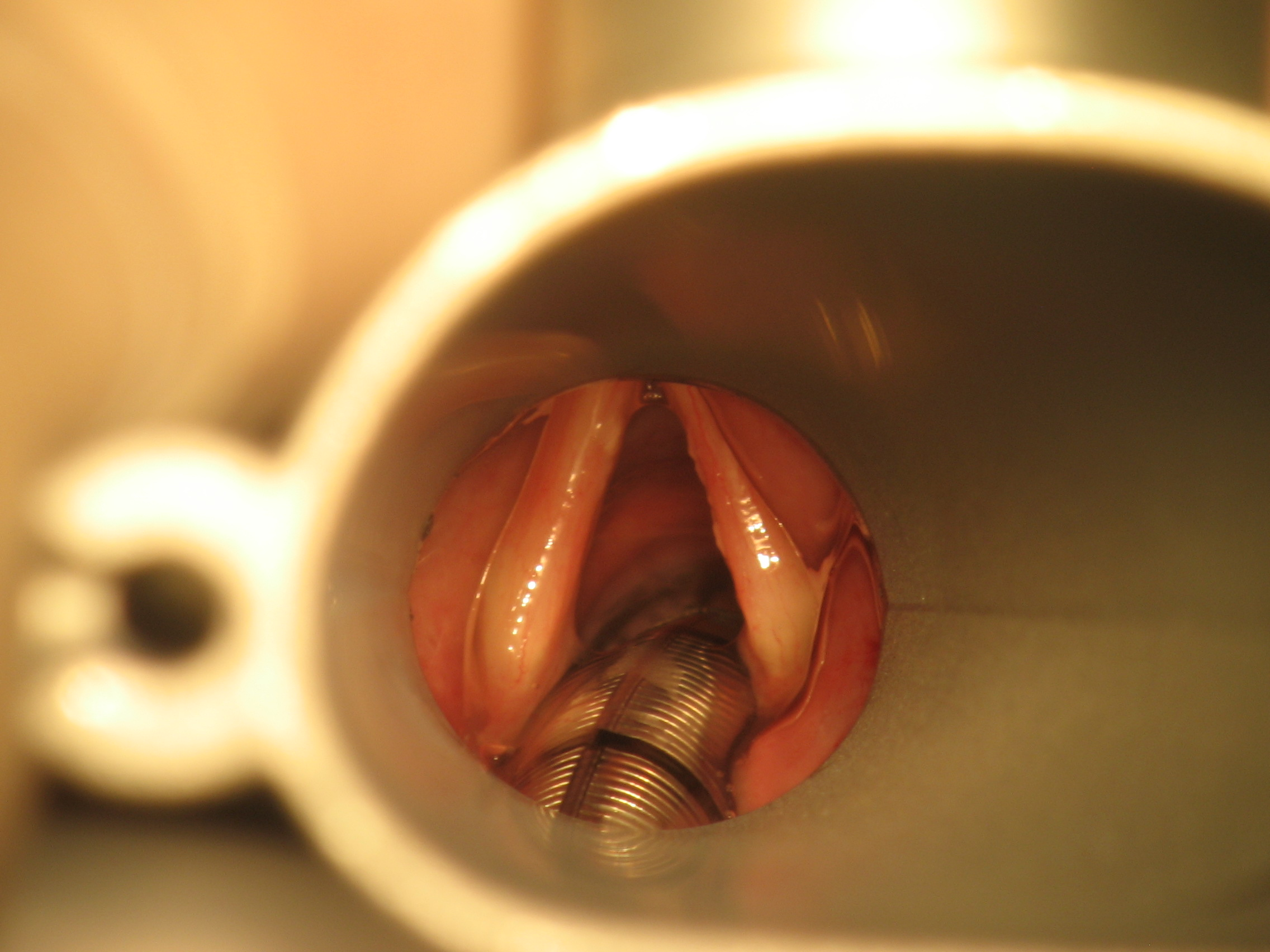
気管挿管した声門を直達喉頭鏡(耳鼻科手術で用いられるものでMacintosh型とは異なる)で見ている様子

喉頭鏡（こうとうきょう、英語: Laryngoscope）とは、気管挿管等において喉頭を展開する際に用いる器具。

## 概要
気管挿管は主に呼吸不全をきたした重症患者や全身麻酔によって呼吸が停止した患者に対して行われるため、気管内チューブを素早く確実に気管に進める必要がある。しかし、気管の入り口にあたる喉頭の上（口側）には喉頭蓋や舌根があり、チューブの進入路や視界が妨げられる。喉頭を目視できないまま気管挿管を試みると、チューブが食道に入ってしまいやすい。喉頭鏡は、喉頭を照明するとともに、この喉頭蓋や舌根を動かし喉頭を展開することで、気管挿管が行えるようにするための器具である。
喉頭鏡以外の手段として、気管支ファイバースコープ（気管支鏡）をガイドにして気管挿管を行う場合もある。
なお、喉頭や後鼻腔の観察のために用いる小さな鏡（歯科用ミラーと同様のもの）や声帯の手術に用いられるものも喉頭鏡と呼ばれる場合がある。声帯手術に用いられるものは直達喉頭鏡と呼ばれる。
1854年に、声楽家でロンドンの王立音楽院教授であったマニュエル・ガルシアが発明して、喉頭鏡検査を行った。

## 曲型喉頭鏡　開発の歴史
喉頭鏡のブレードの型には、曲型と直型がある。　
英国の麻酔科医ロバート・マッキントッシュは、喉頭蓋の間接的な挙上の原則を発見し、1943年、彼の名前がついている曲型の喉頭鏡を開発した。1955年にイギリス国王から功績をたたえられ、Knightの称号を与えられ、マッキントッシュ卿（Sir Macintosh）となった。

## 直型ブレードでの経口気管挿管の手技
１）患者の頭部を固い枕において、後屈させ、匂いをかぐような姿勢にして、気管、咽頭、口腔の軸を直線に近くする。
２）右手の拇指と示指で上下の歯列を押し開くように開口する。左手に喉頭鏡を持ち、ブレードを右口角から挿入し、舌の右縁沿いにすすめながら、中心部へ、奥の方に持っていく。舌の基部に喉頭蓋が見える。
３）喉頭蓋先端のすぐ下にブレードをすべらし、下顎と頭部とを上げて45°で上前方へむけて持ち上げると喉頭が現れ、声門を確認する。見えにくい時は、甲状軟骨を押すと有効な場合がある。枕を追加して見えやすくなることもある。喉頭鏡を深くかけすぎると喉頭全体が持ち上げられて喉頭蓋ではなく、食道が現れてくる。声門が見えないことがまれにあるが、披裂軟骨が見えれば、挿管は概ね可能である。
４）右手に気管チューブを持ち、右口角から声門をこえて挿入する。気管チューブのカフはゆるめておき、カフが声門を通過するのを確認する。成人の場合で、２cmから3 cm気管内にすすめる。
５）喉頭鏡をゆっくり抜去する。
６）気管チューブのカフをふくらませる。

## 曲型ブレード（Macintosh型）での経口気管挿管の手技
直型の手順と異なるところもあるが、ほぼ同じ手順である。
1. 舌の右方でブレードをすすめ、舌を左へよけながらブレードを中心に持ってくる。
2. 喉頭蓋は持ち上げない。ブレードの先端は舌根と喉頭蓋との間に置く。喉頭鏡を前上方へ拳上すると舌骨喉頭蓋靭帯がのびて、喉頭蓋をブレードにむかって上方に引き上げるようになり声門が露呈する。よく見えないのは、ブレード挿入が深すぎて喉頭蓋を固定して、これを動かなくしている場合が多い。

## 直型ブレードと曲型ブレードとの違い
1. 声門自体は、直型ブレードが見えやすいが、Macintosh型の方が喉頭展開が容易である。チューブを通す空間的なゆとりは、Macintosh型が概して広い。
2. 咽頭表面の知覚は、舌咽神経支配であり、喉頭部や、喉頭蓋下面の知覚は、迷走神経より分枝した上喉頭神経支配である。このため、直型ブレードによる刺激は、喉頭痙攣と咳を起こしやすいが、曲型ブレードは、直型ブレードに比較して、喉頭痙攣を起こすことが少ないとされる。

## 気管挿管の確認法
1. 胸郭が換気と同期して上下する。呼気時の気管チューブに曇りがある。
2. 聴診器で左右の呼吸音が聴取できる。上腹部聴診で胃内への空気の流入音がない。
3. カプノグラム波形が出現する。
4. 経皮酸素飽和度（SpO2）が99〜100％であることを確認する。

## 気管挿管に伴う合併症
1. 気道のトラブルを含む呼吸器系の合併症
  1. 粗暴な操作による顔面・口唇・口腔内、舌の損傷に伴う出血と歯牙損傷
  2. 気管内への誤嚥
  3. 気管チューブによる気道の損傷、チューブの閉塞、屈曲、圧迫による気道閉塞
  4. 食道挿管・気管支挿管
  5. 喉頭痙攣、気管支痙攣、バッキング、息ごらえなど
2. 循環器系の合併症
  1. 血圧の上昇または低下
  2. 頻脈または除脈
  3. 不整脈
  4. 心筋虚血、心筋梗塞
3. 全身麻酔薬および導入補助薬に起因する合併症
  1. アナフィラキシー反応

## 構造
多くの直視型喉頭鏡は、術者が握るハンドルと、患者の喉頭を広げるブレードの二つの部分からなる。ハンドル内には光源があり、光はブレード内のファイバーを通じて患者の咽頭や喉頭を照らす。ブレードは取り外し可能で、様々な形状・サイズのものがある。

## 種類

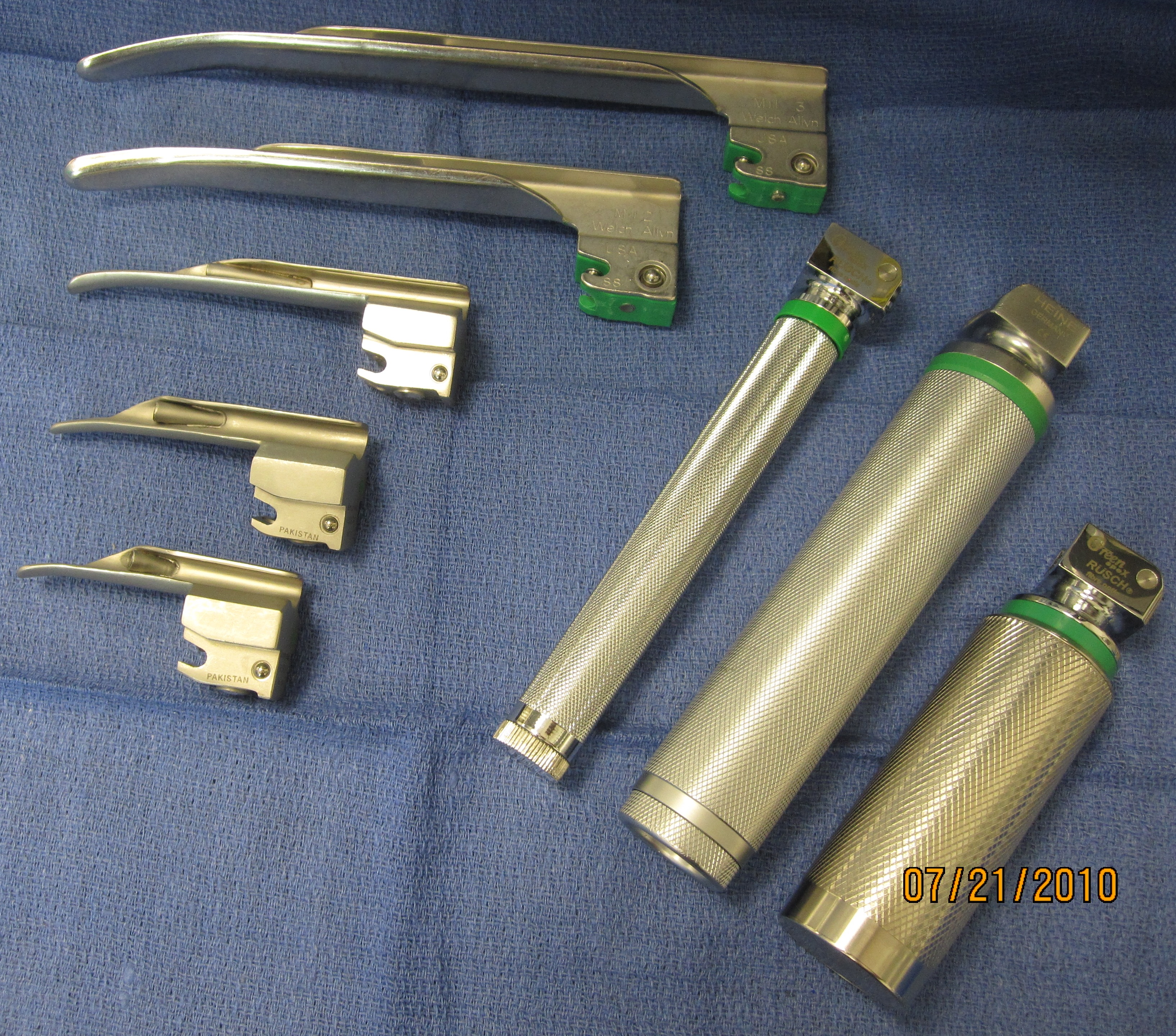
Miller型

### 直視型喉頭鏡
直接喉頭鏡（direct laryngoscope）とも呼ばれる。喉頭を展開し、術者が喉頭を口の外から直接覗き込めるようにする、従来型の喉頭鏡。ブレードの形状によって以下のように分類される。
直型
- Miller型

直線形のブレードを持つ。喉頭蓋をブレードの先端で直接押さえることで喉頭を展開する。新生児や乳幼児に使用される場合が多い。
- Wisconsin型

曲型
- Macintosh型

曲線形のブレードを持つ。喉頭蓋の基部をブレードの先端で押さえることで喉頭を展開する。
- McCOY型

Macintosh型のブレードの先端付近にヒンジを組み込み、手元のレバーで操作できるようにしたもの。

### ビデオ喉頭鏡

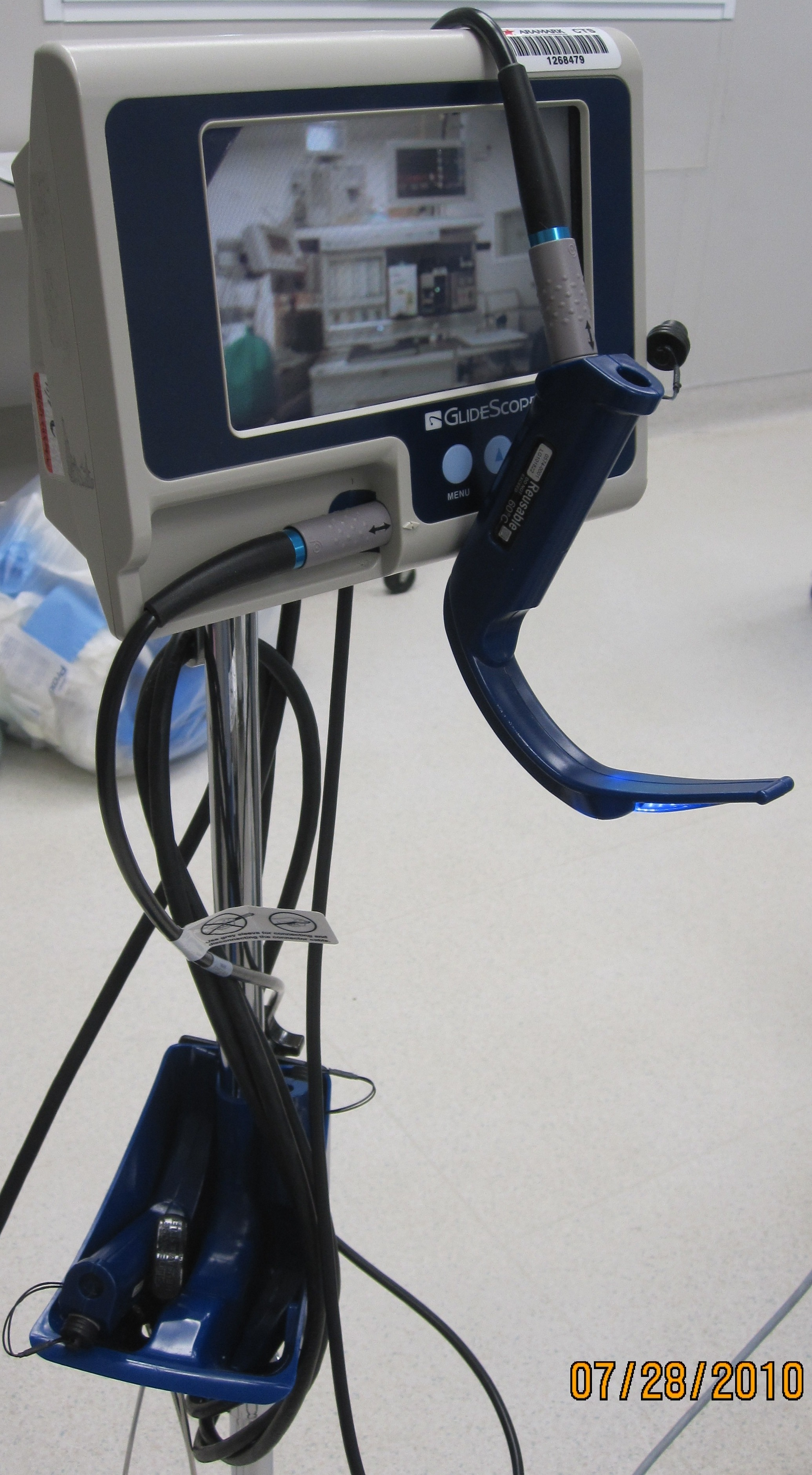
ビデオ喉頭鏡

ブレードの先端にカメラが付いている喉頭鏡。直視型喉頭鏡と比較して、以下のような利点がある。
- 声門を観察しやすい
- 気道への刺激が少ない
- 喉頭展開や挿管の様子を複数人で観察できる
- 頭側以外からも挿管できる（事故現場などで有用）

欠点としては、気道内の分泌物や出血によりカメラが覆われると視界が妨げられてしまうことや、構造が複雑なため直視型喉頭鏡よりも故障しやすいこと、電力が必要なことが挙げられる。
以下のような製品がある。
McGRATH
モニタ画面一体型のビデオ喉頭鏡。上記のMacintosh型のブレードを持ち、同様の操作で挿管が行える。
エアウェイスコープ
日本で発明されたモニタ画面一体型のビデオ喉頭鏡。一般的な喉頭鏡が頸部を後屈させる必要があるのに対し、これは自然な頭頸位のまま挿入することでブレードの先端が喉頭蓋基部に至る。
グライドスコープ
本体はハンドルとブレードが一体化した構造をしており、ケーブル接続によって外部モニターに映像を映し出す。